# Font de la Biana
La Font de la Biana és una font del terme municipal de la Torre de Cabdella (antic terme de la Pobleta de Bellveí), del Pallars Jussà, dins del territori del poble d'Envall. És a 1.082 msnm, al nord-est d'Envall, a la dreta del barranc des Comes i a prop del camí de les Bordes d'Envall, que en aquell lloc passa el barranc per un pontet.